# Zabijáci rozkvetlého měsíce
Zabijáci rozkvetlého měsíce (v anglickém originále Killers of the Flower Moon) je americký dramatický film s prvky krimi a westernu, adaptace knihy Krvavé prachy: Osedžské masové vraždy a zrod FBI (Killers of the Flower Moon: The Osage Murders and the Birth of the FBI) Davida Granna. Natočil jej režisér Martin Scorsese podle scénáře od Erica Rotha a hlavní role ztvárnili Leonardo DiCaprio, Robert De Niro a Lily Gladstone. Děj filmu se odehrává ve dvacátých letech 20. století v Oklahomě. Zaměřuje se na sérii vražd Osedžů spáchaných poté, co se na území kmene nalezla ropa. Osedžové sice obdrželi vlastnická práva, ale místní zkorumpované úřady vytvořily systém, jehož cílem bylo Osedže připravit o vzniklé bohatství. Vraždy zosnované Williamem Kingem Halem byly objasněny až vyšetřováním Úřadu pro vyšetřování.
Film měl premiéru na Filmovém festivalu v Cannes v květnu 2023.

## Děj
Film začíná scénou rituálu, během kterého rada starších kmene Osadžů pohřbívá ceremoniální dýmku, coby symbol asimilace jejich potomků mezi anglosaské Američany. Na jejich území v Oklahomě je následně nalezena ropa. Díky ní kmen zbohatne. Osadžové získali vlastnická práva, ale americké soudy jim přidělily opatrovníky ke správě jejich majetku, jelikož předpokládaly, že původní obyvatelé jsou k tomu nezpůsobilí.
V roce 1919 se Ernest Burkhart vrací z první světové války, aby žil se svým bratrem Byronem u strýce Williama Kinga Halea na ranči v rezervaci Osadžů. William Hale, místní zástupce šerifa a velkorančer, se stylizuje do přítele a ochránce Osadžů; naučil se jejich jazyk a stará se o jejich zájmy. Hale zprostředkuje zaměstnání Ernestovi, kdy dělá šoféra Mollie Kyle, jedné z rodinných dědiček práv na příjem z těžby ropy. Ernest si vedle toho přivydělává se svým bratrem Byronem loupežnými přepadeními bohatých Osadžů. Postupně mezi Ernestem a Mollie vznikne vztah, který končí svatbou a výchovou tří společných dětí.
William Hale mezitím v tajnosti zosnuje nájemné vraždy řady bohatých Osadžů. Současně přesvědčí Ernesta, že čím více příbuzných Mollie zamře, tím větší podíl skončí v jeho rodině. Po neobjasněné smrti Millie, sestry Mollie, Hale nařídí Byronovi, aby zavraždil Annu, další sestru Mollie.
Po sérii vražd a zprávách o masakru v Tulse (1921) se Osadžové začnou bát o život a obviní z vražd místní bělošskou populaci. Žádné místní orgány ale nejednají. Po smrti Lizzie, matky Mollie, nařídí Hale Ernestovi, aby zavraždil Henryho Roana, prvního manžele Mollie, na kterého si nechal napsat životní pojistku. Nicméně Ernest vraždu pokazí a Hale mu za trest dá výprask v zednářské síni.  
Jelikož Hale působí jako lokální patron a má podplacené místní soudy i úřady, Osadžové se rozhodnou obrátit na federální úřady ve Washingtonu. Mollie mezitím najme soukromého detektiva Williama J. Burnse, aby vyšetřil vraždu její sestry, ale Ernest a Byron ho zbijí a vyženou z rezervace.
Hale poté přikáže Ernestovi, aby zavraždil Retu, poslední sestru Mollie, a jejího manžela. Ernest si na vraždu najme kriminálníka Acieho Kirbyho, který vyhodí jejich dům do povětří. Mollie i přes svou pokračující nemoc vyjedná cestu do Washingtonu, kde se setká s prezidentem Calvinem Coolidgem, kterého požádá o pomoc. Hale v reakci na toto jednání nakáže Ernestovi, aby Mollie píchal spolu s inzulinem na její diabetes také heroin.
Díky jednání Mollie vyšle vláda agenta Úřadu pro vyšetřování (BOI) Thomase Bruce Whitea Sr. Ten brzy poté odhalí pravdu i přes to, že se Hale snaží zakrýt stopy zabitím svých nájemných vrahů. William Hale i Ernest Burkhart jsou následně zatčeni.
White následně přesvědčí Ernesta, aby se stal korunním svědkem. Hale se naposledy pokusí přinutit Ernesta, aby proti němu nesvědčil. Nicméně zatímco jsou ve vazbě, zemře Ernestova dcera na černý kašel, což ho přesvědčí, aby svědčil, aby se mohl vrátit k rodině. Mollie je mezitím agenty převezena do nemocnice, kde se postupně léčí.
V závěru pozorujeme dobovou true crime rádiovou hru o případu, ve které účinkující sdělí soudní rozsudek. Ernest Burkhart a William Hale byli odsouzeni na doživotí, ale po letech byli propuštěni pro dobré chování, proti čemu Osadžové protestovali. Byron nebyl odsouzen. Bratři Shounové, kteří dali Ernestovi heroin k otrávení Mollie, nebyli nikdy obviněni. Po vynesení rozsudku se Mollie s Ernestem rozvedla a vzala si Johna Cobba. Zemřela v roce 1937 ve věku 50 let na diabetes. 
Film končí scénou osadžského pow wow.

## Obsazení
| Leonardo DiCaprio | Ernest Burkhart      |
| Robert De Niro    | William King Hale    |
| Lily Gladstone    | Mollie Kyle/Burkhart |
| Jesse Plemons     | Tom White            |
| Tantoo Cardinal   | Lizzie Q             |
| Brendan Fraser    | W.S. Hamilton        |
| John Lithgow      | prokurátor Leaward   |
| Scott Shepherd    | Byron Burkhart       |
| Cara Jade Myers   | Anna Kyle            |

## Produkce
V roce 2017 bylo oznámeno, že Martin Scorsese natočí adaptaci Grannovy knihy s DiCapriem v hlavní roli. Mělo se natáčet na jaře roku 2018 po dokončení snímku Irčan. Jeho vývoj se však protáhl a s tím bylo natáčení Killers of the Flower Moon posunuto. Podle informací z roku 2018 mělo natáčení začít v létě 2019. Poté mělo začít na jaře 2020 a pokračovat do léta toho roku. Později došlo ke změnám ve scénáři a natáčení začalo až o rok později.

## Recenze
- Martin Svoboda, Kinobox